# Касьян (приток Мыя)
Касьян — река в России, протекает в Гайнском районе Пермского края. Устье реки находится в 22 км по левому берегу реки Мый. Длина реки составляет 15 км.
Исток реки в заболоченном лесном массиве в 18 км к северо-востоку от районного центра, посёлка Гайны. Река течёт на северо-восток и восток, всё течение проходит по ненаселённому лесу.

## Данные водного реестра
По данным государственного водного реестра России относится к Камскому бассейновому округу, водохозяйственный участок реки — Кама от истока до водомерного поста у села Бондюг, речной подбассейн реки — бассейны притоков Камы до впадения Белой. Речной бассейн реки — Кама.
По данным геоинформационной системы водохозяйственного районирования территории РФ, подготовленной Федеральным агентством водных ресурсов:
- Код водного объекта в государственном водном реестре — 10010100112111100003475
- Код по гидрологической изученности (ГИ) — 111100347
- Код бассейна — 10.01.01.001
- Номер тома по ГИ — 11
- Выпуск по ГИ — 1